# Wilhelm Evers (Geograph)
Wilhelm Friedrich Evers (* 24. Juli 1906 in Söhlde, Landkreis Hildesheim; † 18. Juli 1983 in Isernhagen, Landkreis Hannover) war ein deutscher Geograph und Hochschullehrer.

## Leben und Beruf

### Jugend, Studium
Wilhelm Friedrich Evers besuchte das Realgymnasium in Hildesheim, das er Ostern 1927 mit dem Reifezeugnis verließ. Infolge eines schweren Sportunfalls verzögerte sich der Studienbeginn um sechs Monate. Im Wintersemester 1927/28 nahm er das Philologiestudium in Göttingen auf. Hier wurde er Mitglied der Burschenschaft Hannovera, einer Studentenverbindung in der Deutschen Burschenschaft. Nach vier Semestern wechselte er die Universität: Zunächst war er in Heidelberg, dann in Grenoble (Frankreich) und schließlich in Greifswald. In den Semesterferien arbeitete er regelmäßig als Werkstudent in der Abteilung Bergbau der Ilseder Hütte. Bei einer Fahrt auf einem Erzfrachter nach Skandinavien hatte er den ersten Kontakt zu Nordeuropa, den er später ausbaute. Sein Studium richtete er immer stärker auf Geografie und Geologie aus. Dabei blieb er seiner niedersächsischen Heimat eng verbunden.

### Akademische Laufbahn
In Greifswald wurde er 1933 zum Dr. phil. mit der Dissertation „Zur Morphologie des niedersächsischen Berg- und Hügellandes“ promoviert. Anschließend ist ihm eine Stelle als Wissenschaftlicher Assistent an der Universität Greifswald übertragen worden. Mehrere Forschungsreisen führten ihn nach Skandinavien.
1935 leistete er als Freiwilliger einen einjährigen Wehrdienst. Danach war er kurze Zeit Mitarbeiter der Wirtschaftsabteilung einer Tageszeitung. Anfang Oktober 1936 erhielt er die Stelle eines Wissenschaftlichen Assistenten am Geografischen Institut der Technischen Hochschule Hannover. In den folgenden Jahren konnte er als Stipendiat einer Geografischen Gesellschaft im Rahmen eines norwegisch-deutschen Forschungsvorhabens mehrmonatige Reisen u. a. zu Gletschern in Norwegen unternehmen.

### Kriegszeit
Zu Beginn des Zweiten Weltkrieges wurde er eingezogen, war Regierungsrat d. B. im Luftgau XI (Hamburg, Dänemark), danach Referent in der Gruppe „Luftgeo“ und wurde 1940 beurlaubt, um seine Habilitationsschrift abzuschließen und den Grad eines Dr. phil. habil. zu erwerben. Am 1. Mai 1944 Rückversetzung zur Fronttruppe.

### Hochschullehrer
1945 wurde Wilhelm Evers aus britischer Kriegsgefangenschaft entlassen. Im Sommersemester 1947 nahm er seine Lehrtätigkeit als Privatdozent wieder auf. 1950 wurde er zum außerplanmäßigen Professor und 1967 zum Wissenschaftlichen Rat und Professor am Geographischen Institut der Technischen Hochschule Hannover ernannt.

## Mitgliedschaften
Evers wurde 1933 Mitglied der SA, er beantragte am 1. Dezember 1937 die Aufnahme in die NSDAP und wurde rückwirkend zum 1. Mai desselben Jahres aufgenommen (Mitgliedsnummer 5.219.429). Er war außerdem Mitglied des Nationalsozialistischen Deutschen Dozentenbunds (NSDDB), offenbar weil es seiner Karriere diente.
1951 berief die Geographische Gesellschaft Finnlands (Suomen Maantieteellinen Seura) Wilhelm Evers zu ihrem korrespondierenden Mitglied.

## Werke

### Veröffentlichungen (Auswahl)
- Reisen und Forschungen in Norwegen, Kommissionsverlag Franz Leuwer, Bremen 1937/1938
- Grundzüge einer Oberflächengestaltung Südnorwegens mit besonderer Berücksichtigung der Küstenplattform (strandflate) und der untermeerischen Bankgebiet, (Habilitationsschrift), Kommissionsverlag Franz Leuwer, Bremen 1941
- Über den Thermo-Cryocinegraph (Gletscheruhr) ZfI 1941, 10, 347-352
- Der tägliche Bewegungsrhythmus von Gletschern, Zeitschrift für Instrumentenkunde 1941. Nr. 10, S. 347–352
- Geographie, Berlin: Koetschau-Verlag, 1949
- Suomi – Finnland: Land und Volk im hohen Norden, Stuttgart: Franckh, 1950
- Die Wüstungen des Hildesheimer Landes, in: Neues Archiv für Niedersachsen, Jg. 15, 1950, S. 143–153
- Ortsnamen und Siedlungsgang im mittleren Ostfalen (zwischen Leine und Fuhse). In: Berichte zur deutschen Landeskunde, Band 9. Herausgegeben vom Amt für Landeskunde. Hirzel, Stuttgart 1950–51, S. 388–405
- Profil und Blockbildung, Eine Einführung in die Konstruktion und in das Verständnis topographischer und geologischer Karten, nach dem Tode des Verfassers Georg Frebold herausgegeben von Wilhelm Evers, Braunschweig: Westermann, 1951
- Gletscherwinde am Nigardsbre (Süd-Norwegen), in Landschaft und Land, Festschrift für Erich Obst zum 65. Geburtstag, herausgegeben von Kurt Kayser, Verlag des Amtes für Landeskunde, Remagen 1951
- Grundfragen der Siedlungsgeographie und Kulturlandforschung im Hildesheimer Land, mit einem Ausblick auf einige siedlungsgeographische Probleme Niedersachsens, Bremen-Horn: Dorn, 1957
- Studien über das Wirken und die letzten Lebensjahre des herzoglichbraunschweigischen sowie königlich dänischen Hofjägermeisters Johann Georg von Langen. Neues Archiv für Niedersachsen 1957/58/3, Band 9(14), 232-238
- Der Saimaakanal als wirtschaftsgeographisches und wirtschaftspolitisches Problem, Zeitschrift für Wirtschaftsgeographie, Band 2, 1958, Seite 198–203
- Saimaa-See und Saimaa-Kanal als Beispiel einer finnischen Natur- und Kulturlandschaft, in: Erdkunde in der Schule, Band 3, Nummer 11, 1959, Seite 257–264
- The Problem of coastal genesis with special reference to the „strandflat“, the „banks“ or „grounds“, and „deep channels“ of the Norvegian and Greenland coasts, The Journal of Geology, The University of Chicago Press, 1962, Ungültig: stable/pss/30075141
- Der Landkreis Hildesheim-Marienburg, Regierungsbezirk Hildesheim, Bremen-Horn: Dorn, 1964
- Finnland im Spannungsfeld zwischen Ost und West, Geographische und wirtschaftspolitisch-soziologische Aspekte der Geschichte eines Volkes im Norden Europas. Schriftenreihe der Niedersächsischen Landeszentrale für Politische Bildung, Ostprobleme, Hannover 1969
- Der Beitrag der Geographie zu Landesplanung und Landesentwicklung. Oulun Yliopiston Maantieteen Laitoksen Julkaisuja. (Publicationes Instituti Geographici Universitatis Ouluensis, Band 24), Oulu, Finnland, 1969
- Maantieteen osuus aluesuunnittelussa ja -kehityksessä (finnisch), Seminarbeitrag Oulun kesäyliopisto Pohjola-2000 5.–8. August 1968, Oulun yliopiston maantieteen laitos, Oulu 1969
- Wilhelm Evers: Langen, Johann Georg von. In: Neue Deutsche Biographie (NDB). Band 13, Duncker & Humblot, Berlin 1982, ISBN 3-428-00194-X, S. 575–578 (Digitalisat).
- Johann Georg von Langen – Sein Leben und Wirken im Harz und Weserbergland[6], in Dänemark und Norwegen (Vortrag anlässlich der Tagung des Nordwestdeutschen Forstvereins am 9. September 1971 in Flensburg) in: Der Forst- und Holzwirt, 1971 (Heft 26), S. 478–482
- Neues zur Geschichte der Fasanerie in Niedersachsen. Ein bemerkenswerter Plan des herzoglich braunschweigischen Jägermeisters H.C. von Carlowitz aus dem Jahr 1749. Neues Archiv für Niedersachsen 1972, Band 21, 275-277
- Geographisch-Landeskundliche Erläuterungen der topographischen Karte L 3926 Bad Salzdetfurth. In: Deutsche Landschaften. Geographisch-Landeskundliche Erläuterungen von topographischen Karten 1:50.000 und Seekarten 1:50.000. Herausgegeben im Auftrag der Deutschen Akademie für Landeskunde e.V. von Manfred J. Müller und Armin Hüttermann. Auswahl B: Mittelgebirgsschwelle. Herausgegeben von Hellmut Schroeder-Lanz, Trier 1979
- Die Wasserkraftwirtschaft Lapplands. Deutsch-finnische Rundschau: offizielle Zeitschrift der Deutsch-Finnischen Gesellschaft e.V., Jahrgang 32 (1980), S. 6–9
- Königliche Wirtschaftsspionage im 18. Jahrhundert. Ein Beitrag zur Vorgeschichte der Porzellanmanufakturen Fürstenberg und Kopenhagen, Keramos, Zeitschrift der Gesellschaft der Keramikfreunde e.V., Heft 96 (1982), S. 3–12

### Gutachten
Gutachten für das Bundesministerium für Verteidigung über das Aufgabengebiet „Luftgeo“ der früheren deutschen Wehrmacht; sog. „Evers-Gutachten“.
(BMVtdg Fü B III 8156 über BMVtdg VR I 1; Az. 27-40-01/218157) ohne Jahr.

### Herausgeber und Mitarbeit
- Herausgeber der Schriftenreihe: Kleine Länderkunden. Unser Wissen von der Erde. Franckh’sche Verlagshandlung, Stuttgart
- Mitarbeiter Der Große Brockhaus in 12 Bänden, 16. Auflage, Wiesbaden, 1952–1957, Stichworte Finnland, Skandinavien u. a.